# Irma Grese
Irma Ilse Ida Grese (ur. 7 października 1923 we Wrechen w Meklemburgii, zm. 13 grudnia 1945 w Hameln) – w czasie II wojny światowej nadzorczyni SS (SS-Aufseherin) w niemieckich obozach koncentracyjnych, członkini personelu pomocniczego SS (niem. Hilfspersonal der SS) i obozowej załogi SS (niem. SS-Gefolge).

## Życiorys
Jej ojciec był mleczarzem, miała czworo rodzeństwa. W wieku 14 lat, dwa lata po śmierci matki porzuciła szkołę, opuściła rodzinny dom i przeniosła do Fürstenbergu, gdzie odbyła tzw. „rok pracy na roli” Reichsarbeitsdienst (RAD; pol. „Służba Pracy Rzeszy”), pracowała kolejno w mleczarni, sklepie, a następnie przez dwa lata jako pomoc pielęgniarska w sanatorium dla żołnierzy SS w Hohenlychen (w późniejszych latach pracowała tam m.in. Herta Oberheuser). Próby zdobycia wykształcenia i posady pielęgniarki nie przyniosły rezultatu, gdyż nie udało się jej zdać egzaminu dla pielęgniarek. W 1942 wróciła na krótko do pracy w mleczarni w Fürstenbergu.

### Nadzorczyni SS
Po nieudanej próbie zdobycia zawodu pielęgniarki, zgłosiła się jako ochotniczka do służby pomocniczej SS. Późnym latem 1942 została skierowana do obozu dla kobiet w Ravensbrück celem przeszkolenia na nadzorczynię SS (niem. SS-Aufseherin). Kształcenie zakończone egzaminem ukończyła w marcu 1943.
Na własną prośbę została skierowana do obozu koncentracyjnego Auschwitz-Birkenau. Początkowo pracowała jako telefonistka w Obozie A i Obozie B, później pilnowała komanda budowy dróg oraz ogrodowego. Pod koniec 1943 została awansowana na stanowisko SS-Oberaufseherin, funkcjonując jako zastępczyni głównej nadzorczyni obozu kobiecego w Brzezince. W maju 1944 została nadzorczynią w Obozie C (odcinek B III C), następnie kierowniczką komanda więźniarek karnej kompanii kobiet, której członkinie musiały wykonywać najcięższe prace ziemne. W grudniu 1944 została raportową w obozie dla kobiet Birkenau.
Grese uczestniczyła w selekcjach przeprowadzanych przez lekarza Josefa Mengele.
Praktykowała biseksualizm – utrzymywała kontakty seksualne między innymi z komendantem obozu w Brzezince Josefem Kramerem oraz Marią Mandl, a także z więźniarkami i więźniami.
18/19 stycznia 1945 podczas ewakuacji obozu Auschwitz opuściła go udając się początkowo do stacji kolejowej Loslau, a następnie wraz z transportem do Ravensbrück uciekając przed nadciągającą Armią Czerwoną. Następnie w marcu pilnowała ewakuacji więźniarek z Ravensbrück do Bergen-Belsen. Zatrudniono ją tam jako Arbeitsdienstführerin i tę funkcję pełniła do momentu wyzwolenia obozu przez Brytyjczyków 15 kwietnia 1945, którzy aresztowali ją 17 kwietnia 1945 roku.

### Proces

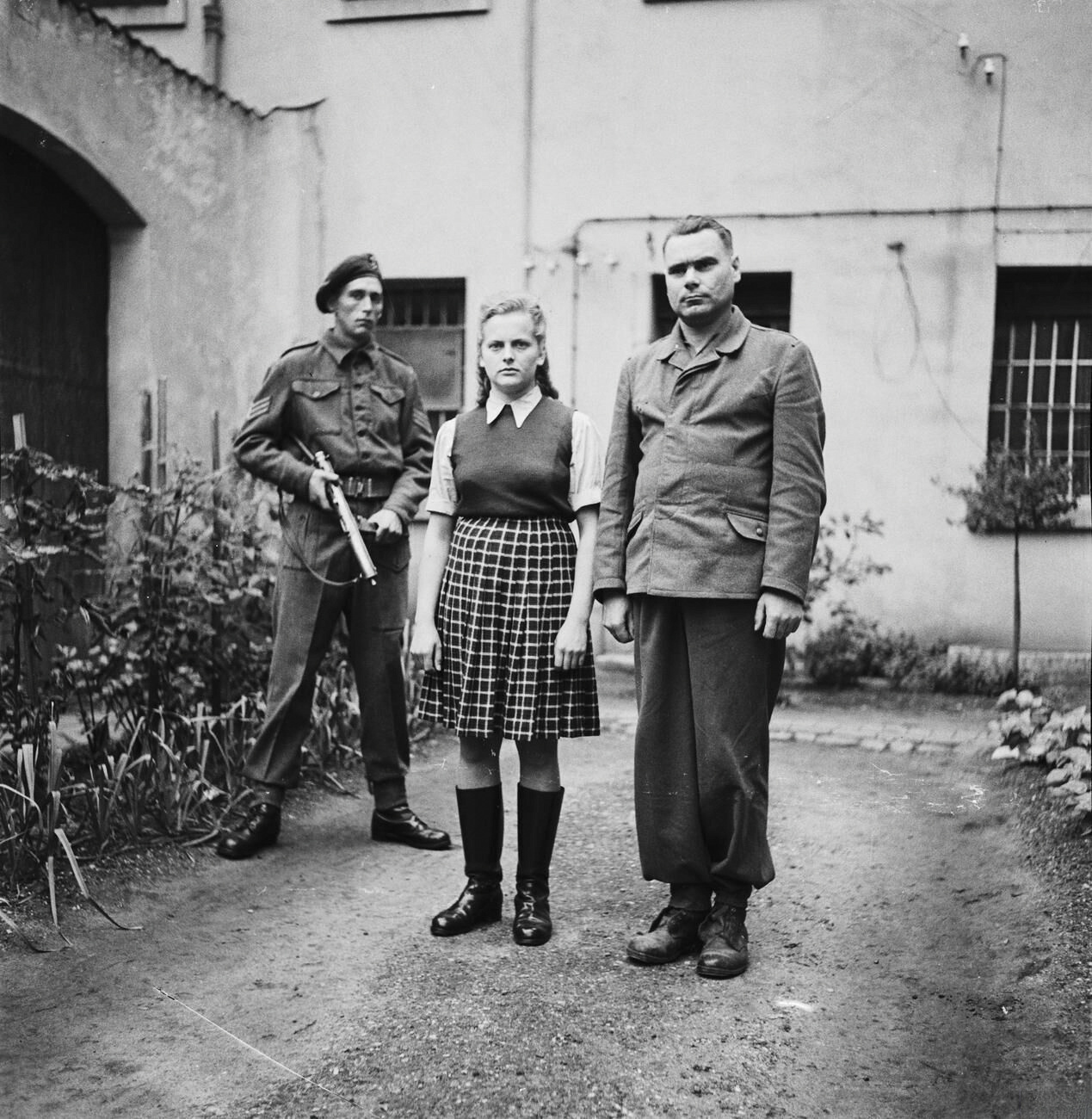
Irma Grese i Josef Kramer, więzienie brytyjskie 1945

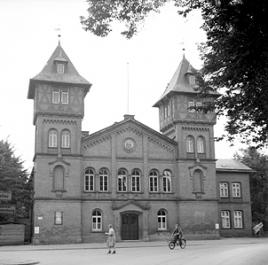
Budynek gimnazjum w Lüneburgu w którym odbył się proces załogi Bergen-Belsen

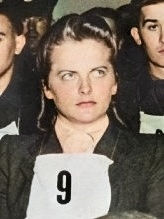
Irma Grese podczas procesu

Postawiono ją w stan oskarżenia wraz z 44 osobami, m.in. z Johanną Bormann i Elisabeth Volkenrath i sądzono podczas procesu Bergen-Belsen, który odbywał się od 17 września do 17 listopada 1945 w MTV-Halle w Lüneburgu.
Była jedną z najokrutniejszych nadzorczyń SS. W Auschwitz-Birkenau więźniarki nazywały ją piękną bestią.

Zeznania świadków – ocalałych kobiet, obciążyły ją poważnie. Była niezwykle okrutna, brutalnie biła i kopała, nie rozstawała się ze specjalne dla niej wykonanym ze stali i splecionego celofanu, wyłożonym perłami pejczem, którym katowała uwięzione osoby. Często przechadzała się w towarzystwie psa, którego szczuła na więźniarki. Podczas apelu nakazywała, aby więźniarki godzinami trzymały nad głowami ciężkie kamienie. Oprócz tego towarzyszyła doktorowi Mengele w selekcjach. Chodziła w szytym na miarę uniformie. Stanisława Rachwałowa, więźniarka obozu Auschwitz-Birkenau nr 26281 zeznała: 

Miała niebieskie duże oczy, ciemne brwi, ładnie zarysowane w łuk, rzęsy ciemne, długie, cerę bardzo ładną, jasną, pięknie osadzoną szyję. Głos miły, niski, nogi śliczne, stopy drobne. Była lesbijką, gustowała w młodych, ładnych dziewczętach, specjalnie Polkach.

Nierzadko brała udział w selekcjach więźniarek, niezależnie od tego osobiście niejednokrotnie je mordowała. Świadek Katherine Neiger zeznała:

W sierpniu 1944 roku widziałam, jak Grese zastrzeliła w Oświęcimiu młodą, ok. 30-letnią Żydówkę z Węgier. Widziałam to z okna mojego baraku. Kobieta ta stała przed swoim blokiem i patrzyła na przybycie nowego transportu, kiedy Grese przejeżdżała obok niej na swoim rowerze. Grese zsiadła z roweru i zaczęła krzyczeć, po czym wyciągnęła broń, wycelowała i zastrzeliła tę kobietę.

Grese nie przyznała się do winy. Zaprzeczała przy tym gwałtownie, iż odczuwała przyjemność z udręczenia więźniarek. Została skazana na śmierć przez powieszenie. Sentencja wyroku w j. angielskim brzmiała: Number 9. Grese. The sentence of this Court is that you suffer death by being hanged (pol. „Numer 9. Grese. Wyrok tego Sądu brzmi: śmierć przez powieszenie”). Grese nie okazała skruchy. Co więcej, w swoim pożegnalnym liście podkreślała, iż umiera „z czystym sumieniem”.
Wyrok wykonał angielski kat, Albert Pierrepoint 13 grudnia 1945 o godz. 9:34 w więzieniu w Hameln. W ostatnich słowach zwróciła się do kata: Schnell (niem. „Szybko”). Jej ciało najpierw zostało pogrzebane na cmentarzu więziennym, a po 9 latach w 1954 przeniesiono je na cmentarz miejski w Hameln. W 1986 mogiła została zlikwidowana, ponieważ stała się miejscem pielgrzymek neonazistów.